# STIPEL
STIPEL, o Società telefonica interregionale piemontese e lombarda, fu una società telefonica che operò tra il 1925 e il 1964 nelle province delle attuali regioni Piemonte, Valle d'Aosta e Lombardia, e nel 1964 sarà fusa e incorporata nella SIP.

## Storia

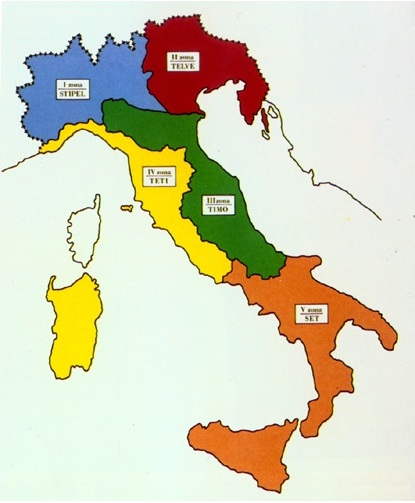
Cartina concessionarie

### Origini
Fondata a Torino il 10 giugno 1924 con il nome di STEP - Società telefonica piemontese da un gruppo di imprenditori, nel luglio 1925 si aggiudicò la concessione dell'esercizio telefonico per la prima delle cinque zone in cui lo Stato aveva suddiviso il territorio, corrispondente alle regioni Piemonte (che allora comprendeva anche l'attuale Valle d'Aosta) e Lombardia..
Non essendo in possesso delle risorse finanziarie necessarie all'aumento di capitale minimo che il governo richiedeva, vale a dire 50 milioni di lire, venne richiesto un aiuto alla società finanziaria Alta Italia per poter partecipare all'asta. Di fatto controllata da SIP, questa non appena vinta la gara prese il pieno controllo della società, cambiandone il nome in STIPEL ed elevando il capitale sociale a 100 milioni di lire con un contributo di 75 milioni di lire. Il CdA di STIPEL si insediò ufficialmente a Milano il 1º luglio 1925; tra i consiglieri si trovava anche il presidente di FIAT, Giovanni Agnelli.

### SIP
L'impronta di SIP nella nuova società, concessionaria della zona più popolosa, si vide con l'esclusione immediata dell'ing. Zangelmi e l'affidamento delle cariche di consigliere delegato e direttore generale a Gian Giacomo Ponti, uomo di punta del gruppo SIP. Sembra che l'intenzione di SIP fosse seguire da vicino la neonata STIPEL nel settore telefonico, di recente sviluppo. Scelta che fu resa ancor più evidente dalla rapidità con cui la neonata STIPEL procedette all'assorbimento dei concessionari preesistenti sul territorio e all'acquisizione degli apparati ceduti dallo stato. Quest'acquisizione poteva dirsi completata già nel 1926, ma permasero molti problemi dovuti alla loro obsolescenza e alle diverse tecnologie utilizzate dai precedenti concessionari e dal gestore statale.

### Acquisizione degli impianti e organizzazione interna

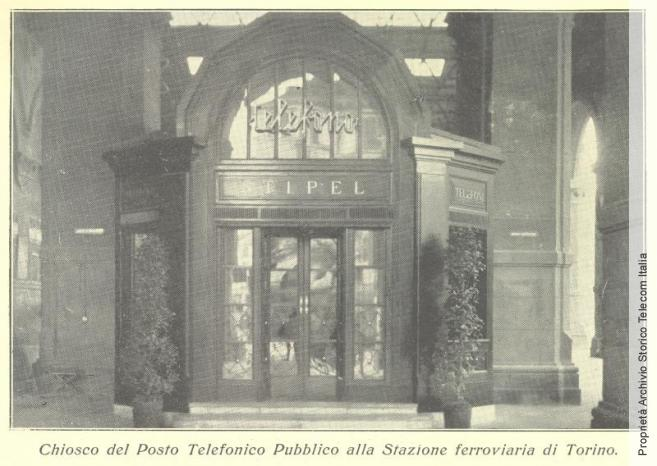
Chiosco STIPEL stazione Torino

STIPEL si trovò fin dall'inizio ad affrontare il problema della consistente spesa per l'indispensabile ammodernamento degli apparati telefonici acquisiti, i quali non erano idonei a
fornire un servizio adeguato, risultando spesso non compatibili con la tecnologia utilizzata dall'azienda.
Un altro problema che STIPEL dovette ben presto affrontare fu l'esigenza di coagulare le diverse strutture organizzative, in particolare quella delle strutture ex statali, in un unico sistema simile a quello adottato da SIP.
Anche in questo caso (come già accennato in precedenza parlando di Gian Giacomo Ponti), STIPEL procedette abbastanza velocemente, ottenendo buoni risultati con strategie atte a creare affiatamento nel gruppo o ricorrendo all'allontanamento di dirigenti ritenuti inamovibili.
Dal punto di vista tecnico si procedette subito alla bonifica e al raggruppamento delle piccole reti in un unico centro principale, rendendo disponibili più collegamenti e migliorando di conseguenza il servizio. Seguì l'ampliamento dei collegamenti nelle vecchie, obsolete, centrali telefoniche ex statali, sostituendo quelle inefficienti e creandone di nuove, automatiche e semiautomatiche. Furono ampliati i servizi telefonici; si interrarono le vecchie linee aeree ed infine si crearono nuovi impianti, se necessario, nei comuni non ancora raggiunti dalla rete telefonica. Radicali furono le scelte anche dal punto di vista organizzativo della società, che venne divisa in tre reparti direttivi affiancati da una segreteria generale: il primo tecnico, il secondo amministrativo ed il terzo commerciale.
Il territorio fu suddiviso in undici esercizi, alcuni dei quali ripartiti in zone più piccole, con una propria autonomia operativa, ma comunque sotto stretto controllo della direzione generale.

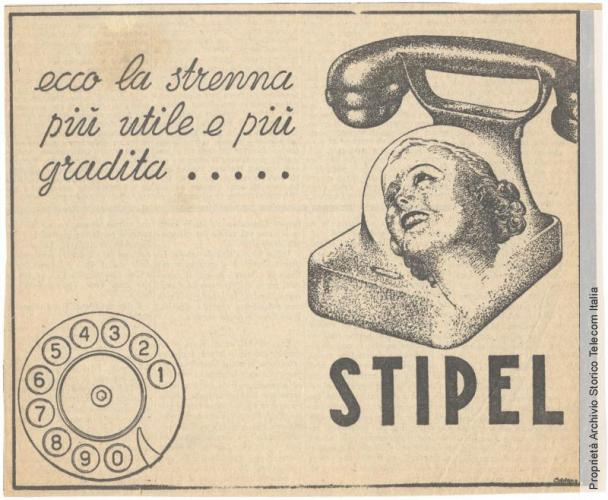
Pubblicità STIPEL

Nei primi anni trenta, STIPEL promosse una campagna per la diffusione degli apparecchi telefonici pubblici a gettone, spesso accompagnati da iniziative per facilitarne l'uso - per esempio, l'introduzione di tabelle segnaletiche luminose poste sopra agli apparecchi. La prima cabina telefonica in strada fu poi installata proprio da STIPEL il 10 febbraio 1952, a Milano, in Piazza San Babila.

### Indebitamento
Venne costituito un apposito ufficio immobiliare per l'individuazione di immobili atti alle esigenze delle nuove centrali, impianti e sedi di lavoro richiesti dalle nuove tecnologie e dai progetti di futuri ampliamenti. 
Grazie alle innovazioni tecniche introdotte, alla nuova struttura organizzativa, ed ai capitali ottenuti grazie alla Banca Commerciale Italiana, in breve tempo STIPEL raggiunse traguardi importanti, portando il numero di utenti da 43.307 a 77.744 dal 1925 al 1928. L'incremento dell'utenza fu reso possibile anche dalla realizzazione, da parte dei tecnici STIPEL, del telefono duplex, il quale si diffonderà soprattutto negli anni seguenti.
Nonostante il notevole incremento degli abbonati, l'ambizioso piano di riammodernamento dell'azienda, gli onerosi investimenti in campo elettrico di SIP, le operazioni finanziarie di Ponti e Panzarasa, le onerose partecipazioni in società minori per ragioni di scambio con il regime, esposero la società a debiti ed obbligazioni. Un indebitamento che diventò ingente per la società - con la seguente rivalutazione della lira, prima, e la crisi finanziaria del 1930, poi.

### Epilogo

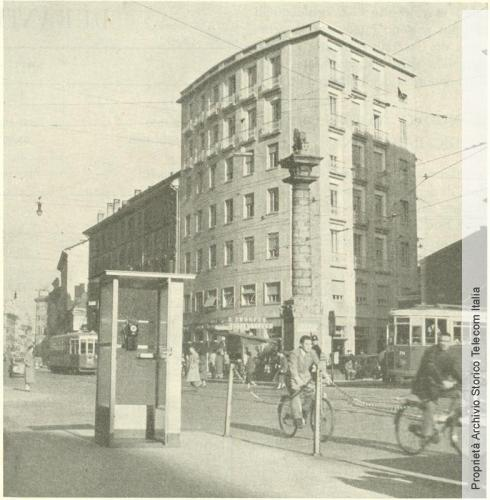
Prima cabina STIPEL, a Milano in piazza San Babila

Nel 1930 l'IRI acquisì la SIP. La STIPEL fu quindi scorporata dal gruppo elettrico, insieme alla TELVE e alla TIMO, ed entrò nella STET, la finanziaria del settore telefonico, fondata nel 1933 da IRI.
A seguito del decreto legge del 17 novembre 1938 del governo Mussolini, il cui articolo 13 vietava alle persone ebree di lavorare alle dipendenze di enti pubblici, aziende statali e parastatali, il 1º maggio 1939 furono licenziati 14 dipendenti STIPEL. A guerra terminata, uno di questi dipendenti ricorse alle vie legali per essere riassunto. Il processo si concluse il 24 febbraio 1948, con una sentenza della Cassazione che obbligò la società alla riassunzione del lavoratore, tuttavia senza il diritto né all'indennità di anzianità per il periodo di estromissione, né al ritorno nella posizione specifica precedentemente occupata visto che il licenziamento era stato anzi un obbligo di legge per l'azienda .
Durante il secondo conflitto mondiale, in particolare l'8 settembre 1943, si costituì un gruppo di partigiani nella STIPEL, il quale perse però nel giro di pochi mesi i propri capi (arrestati o fucilati) - per riprendere vita un anno più tardi, a stretto contatto con i movimenti partigiani delle brigate Matteotti. Il gruppo attivo a Milano si occupava soprattutto delle intercettazioni delle comunicazioni tra i comandi fascisti; il gruppo piemontese, invece, si occupava principalmente di creare piccoli sabotaggi alle linee, per causare guasti. Erano i tecnici più preparati ad eseguire queste azioni, sapendo anche come ripararli in seguito il più velocemente possibile.
Nel 1964 La STIPEL e le altre quattro concessionarie, TELVE, TIMO, TETI e SET, si fusero per essere incorporate nella nuova SIP - Società Italiana per l'Esercizio Telefonico, cessando così di esistere.